# مورین تاکر
 مورین توکر (انگلیسی: Maureen Tucker؛ زادهٔ ۲۶ اوت ۱۹۴۴) یک موسیقی‌دان اهل ایالات متحده آمریکا است. وی از اعضای گروه موسیقی ولوت آندرگراند است.